# Palaeagrotis sibirica
Palaeagrotis sibirica là một loài bướm đêm trong họ Noctuidae.